# Nemertesia distnas
Nemertesia distnas är en nässeldjursart som först beskrevs av Nutting 1900.  Nemertesia distnas ingår i släktet Nemertesia och familjen Plumulariidae. Inga underarter finns listade i Catalogue of Life.